# Jerzy Jabłoński (poseł)
Jerzy Włodzimierz Jabłoński (ur. 3 kwietnia 1895 w Warszawie, zm. 23 marca 1986 tamże) – polski ziemianin, rolnik, działacz społeczny i samorządowy, polityk, poseł na Sejm w II RP.

## Życiorys
Ukończył Szkołę Handlową E. Rontalera w 1912 roku, następnie studiował w latach 1912–1913 na Wydziale Humanistycznym Wolnej Wszechnicy Polskiej, na Studium Rolniczym UJ w Krakowie (w roku 1913/1914) i w Wyższej Szkole Rolniczej w Warszawie (w roku 1915/1916). W 1926 roku uzyskał dyplom inżyniera rolnika SGGW, zweryfikowany w 1950 roku (mgr agrotechniki SGGW).
Był właścicielem majątku Pniewo, gdzie gospodarował w latach 1918–1938. W okresie międzywojennym był członkiem Wydziału Powiatowego w Łomży, Rady i Wydziału Wojewódzkiego w Białymstoku, prezesem Okręgowego Towarzystwa Rolniczego w Łomży i (w latach 1933–1938) Białostockiej Izby Rolniczej, członkiem komitetu finansowo-rolnego Związku Izb i Organizacji Rolniczych w Warszawie oraz Państwowej Rady Leśnej.
Politycznie był związany z BBWR. W czasie wyborów w 1935 roku został wybrany 39 404 głosami z listy państwowej w okręgu nr 42 obejmującym powiaty: łomżyński i ostrołęcki. W IV kadencji należał do Koła Rolników Sejmu i Senatu i pracował w komisjach: budżetowej (w której był sekretarzem) i komunikacji, a w 1938 roku w komisji specjalnej ds. oddłużenia rolnictwa oraz komisji specjalnej ds. cen artykułów rolniczych.
Podczas II wojny światowej pracował jako administrator majątku Jackowice. Był żołnierzem AK.
Po wojnie pracował w Wojewódzkim Urzędzie Ziemskim w Gdańsku (1945), Ministerstwie Rolnictwa, jako inspektor i dyrektor Państwowego Zakładu Hodowli Koni (1946–1948) i pracownik Centralnego Zarządu Przedsiębiorstw Robót Komunikacyjnych (1948–1952), Warszawskiego Przedsiębiorstwa Robót Drogowych (1952–1956), Instytutu Jedwabiu Naturalnego w Milanówku (1956–1958) i Centralnej Biblioteki Rolniczej (1958–1968) w Warszawie.

## Życie prywatne
Był synem Józefa Karola i Marii Józefy z domu Wosińskiej. Żoną Jerzego Jabłońskiego była Maria z domu Łączkowska (żołnierz AK, uhonorowana odznaczeniem Sprawiedliwy wśród Narodów Świata), z którą miał dwoje dzieci – Janusza Jabłońskiego i Marię Ewę Jabłońską-Deptułę (1931–2008) – profesor historii, związaną z KUL, działaczkę opozycji niepodległościowej w PRL.
Był bratem Witolda Andrzeja – sinologa.
Powtórnie ożenił się 12 grudnia 1951 roku z Izabellą Potulicką, prawnuczką Stanisława Hutten–Czapskiego. Jej pierwszym mężem był Kazimierz Światopełk-Mirski.
Autor wydanych w 2013 roku wspomnień Wpisany w wiek zmian. Pamiętnik samorządowca.

## Ordery i odznaczenia
- Złoty Krzyż Zasługi (10 listopada 1933)[5]